# Kei Kusunoki
Kei Kusunoki (楠 桂, Kusunoki Kei), née le 24 mars 1966 à Iwakura, nom véritable Mayumi Ōhashi (大橋 真弓, Ōhashi Mayumi), est une mangaka japonaise surtout connue pour ses séries manga d'horreur et de comédie.

## Biographie
Kei Kusunoki fait ses débuts en 1982 dans Ribon Original (en) avec Nanika ga Kanojo Tōri Tsuita?. Sa sœur jumelle Kaoru Ōhashi travaille également comme mangaka.

## Créations
Kusunoki a consacré l'essentiel de sa carrière à la production d'anime. Elle est revenue au manga avec Bitter Virgin.
- Yagami-kun no Katei no Jijō (en) (1986-1990)
- Blood Reign: Curse of the Yoma (1989)
- Ogre Slayer (en) (1992-2001)
- Dokkan Love (1996)
- Donmai Princess (2000)
- D no Fuuin (2000)
- Diabolo (manga) (2001-2003)
- Girls Saurus (en) (2002)
- Girls Saurus DX (en) (2003-2008)
- 100 Ways of an Exorcist (depuis 2005)
- Bitter Virgin (2006-2008)
- Innocent W (2004-2006)
- Sengoku Nights (2006)
- Vampire (manga) (ou Kessaku Tanpenshuu Vampire)
- Koi Tomurai
- Yaoyorozu Toushinden Kami-gakari (depuis 2009)

## Source de la traduction
- (en) Cet article est partiellement ou en totalité issu de l’article de Wikipédia en anglais intitulé « Kei Kusunoki » (voir la liste des auteurs).